# Ādolfs Bļodnieks
Ādolfs Bļodnieks (Tukums, 24 luglio 1889 – Brooklyn, 21 marzo 1962) è stato un politico lettone.
È stato Primo ministro della Lettonia dal marzo 1933 al marzo 1934.